# اف‌اف عقاب
اف‌اف عقاب یک ستاره است که در صورت فلکی عقاب قرار دارد.